# The Nightmare Before Christmas: The Pumpkin King
The Nightmare Before Christmas: The Pumpkin King es un videojuego para Game Boy Advance lanzado en otoño de 2005.
Los eventos del juego ocurren antes que los de la película, The Nightmare Before Christmas. La historia el primer encuentro de Jack con su némesis, Oogie Boogie, y cómo se le concedió el título de El Rey Calabaza.
Este juego fue lanzado al mismo tiempo que The Nightmare Before Christmas: Oogie's Revenge.

## Trama
El juego comienza con Jack Skellington preparándose para el Halloween, aproximadamente un año antes de los eventos de Pesadilla antes de Navidad. Desafortunadamente, Oogie está molesto porque nadie recuerda su propio día festivo, El Día de los Bichos. Envía a sus secuaces, Lock, Shock y Barrel para secuestrar a Jack puesto que él no sabía que  había alguien más aterrador que él. Sin embargo, secuestran a Sally en vez de a Jack, una muñeca de trapo.
Depende de Jack salvar a la ahora infestada de bichos Ciudad de Halloween (Halloween Town) y a Sally del tramposo Oogie.

## Armas
- Pistola Rana:Se parece al aliento de Rana de Sally que aparece en la película. Es tu arma principal. Es entregada hacia ti por el Alcalde al principio del juego, y es avanzada por el Dr. Finkelstein.

- Búmeran Murciélago: Es entregado hacia ti por el Dr. Finkelstein y después es avanzada por él también.

- Bomba Calabaza: Una granada con forma de calabaza. Después es avanzada por el Payaso.

- Botella Picante:  Es entregado hacia ti por las brujas.Te transforma en el Rey calabaza del cual hace invencible por unos segundos.

## Personajes
- Jack Skellington: Es alto y delgado con una corbata de moño de murciélago. Él es el único personaje que puedes controlar a través del juego (además de a veces jugar como Zero).

- Alcalde de Ciudad de Halloween: ÉL (literalmente) tiene dos caras. Él te ordena todo en tu búsqueda.

- Zero: Te encuentras con Zero en tu casa, Y a veces te ayuda guiándote por lugares pequeños.

- Sally: La principal rehén de Oogie, el objetivo principal de Jack es salvarla. Fue creada por el doctor, pero los chicos de Oogie se la llevaron.

- Lock, Shock y Barrel: Los secuaces de Oogie.

- Oogie Boogie: La principal fuente del mal en Ciudad de Halloween.

- Ciudadanos: En estos se íncluye a Los Vampiros, Calaverito, y más.

- Datos: Q3283340